# Setor Complementar de Indústria e Abastecimento
Setor Complementar de Indústria e Abastecimento (« Secteur complémentaire de l'industrie et de l'approvisionnement ») est une région administrative du District fédéral au Brésil.